# Batalla de Kirtipur

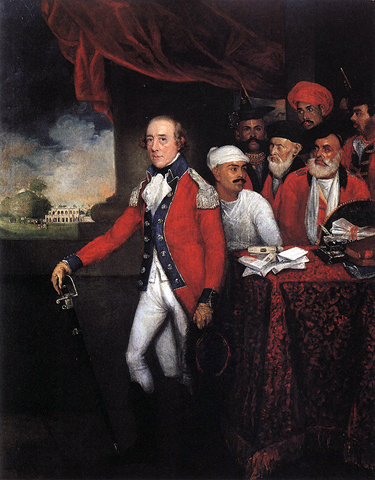
El Coronel. Kirkpatrick visitó Nepal en 1793 y vio a veteranos de la batalla que perdieron su nariz.

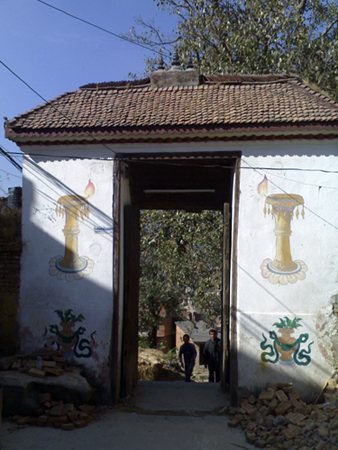
Una de las puertas de ciudad a través de las cuales Gorkhalis entró a Kirtipur.

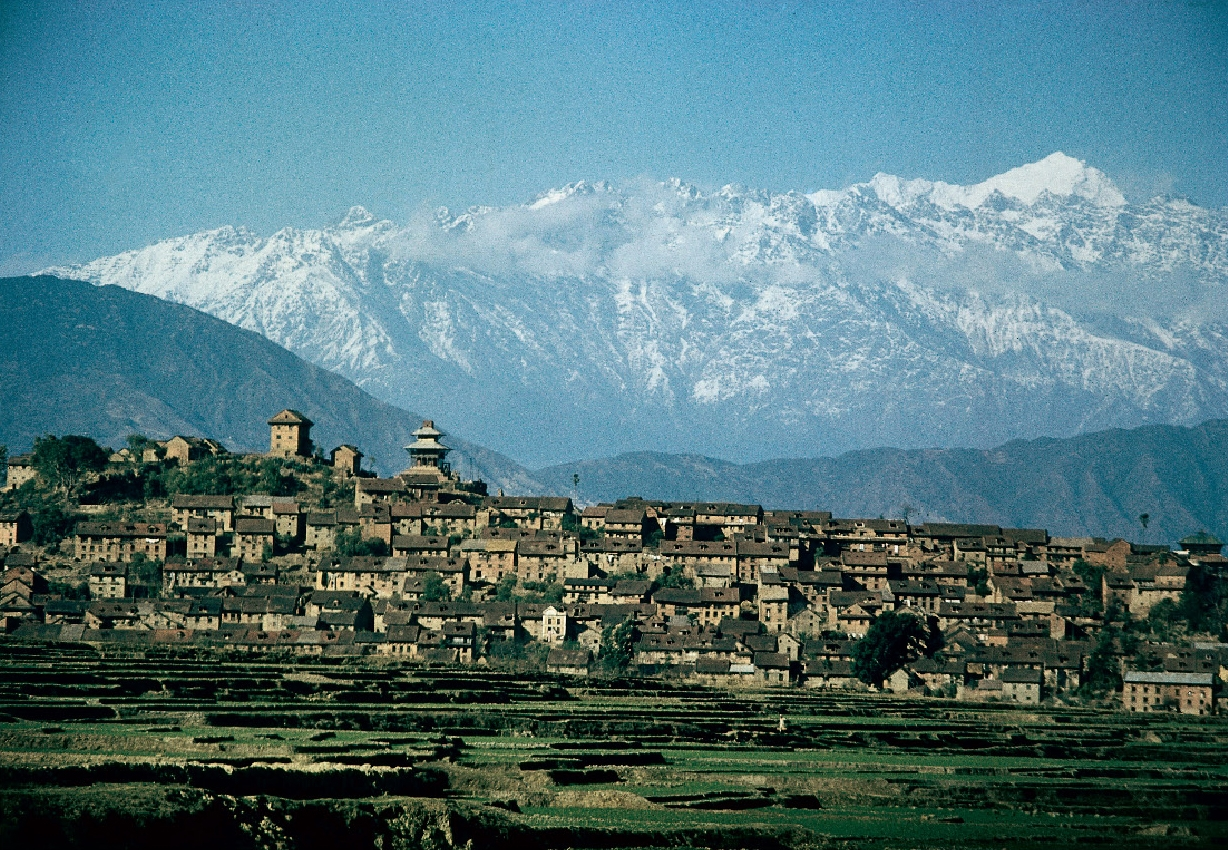
Kirtipur con los Himalayas en el fondo.

La Batalla de Kirtipur ocurrió en 1767 durante la conquista Gorkha de Nepal, y fue peleada en Kirtipur, una de las ciudades principales en el valle de Katmandú. Kirtipur era entonces una ciudad amurallada de 800 casas y parte del reino de Lalitpur. Kirtipur se encuentra a lo largo de la parte superior de un risco
La batalla entre los Newars del valle y los Gorkhalis invasores marcó un punto de inflexión en la guerra de expansión lanzada por el rey Gorkhali Prithvi Narayan Shah. Esto llevó a la subyugación del resto del preciado valle y el fin del control de los Newar.

## Testimonios presenciales
La Batalla de Kirtipur es también conocida por ser una lucha particularmente sanguinolenta y de gran crueldad. El ejército victorioso del Shah cortó las narices y labios de los vencidos en represalia por la resistencia feroz que ofrecieron.
Un misionero capuchino italiano, el Padre Giuseppe, Prefecto de la Misión Romana, estuvo en Kirtipur durante la batalla, y escribió sobre los defensores mutilados que "era impresionante ver tantas personas vivas con dientes y narices que se parecen a los cráneos de los difuntos."
En 1793, cuando el Coronel Kirkpatrick, enviado de Charles Cornwallis, gobernador general de la India británica, visitó Katmandú 26 años después de la batalla, vio a estos hombres sin nariz, y escribió sobre su experiencia en sus memorias: "Supimos acerca de este hecho luego de observar entre los porteros que transportaron nuestro equipaje sobre los cerros a un número notable de hombres sin nariz, la singularidad de la circunstancia nos hizo preguntar sobre la causa de ello."
Según historiadores, fueron 865 los defensores de Kirtipur cuyas narices fueron cortadas.

## El bloqueo
Los Gorkhalis deseaban el Valle de Katmandú debido a su rica cultura, comercio, industria y agricultura. En 1736, el rey Gorkhalí Nara Bhupal Shah lanzó un ataque a Nuwakot, una ciudad fronteriza y fuerte en el noroeste del valle, para probar sus defensas. Sus tropas fueron derrotadas.
Su hijo Prithvi Narayan Shah coronado rey en 1742, continuó la campaña. Convencido de que no podría tomar Katmandú por la fuerza, Shah buscó subyugar el valle asfixiando su comercio y líneas de abastecimiento. Sus fuerzas ocuparon pasos estratégicos ocupados en los cerros circundantes, y estrangularon los enlaces de comercio vitales con Tíbet e India.
En 1744, tomó Nuwakot, lo cual le ayudó a establecer cierto dominio sobre Nepal y le permitió detener su comercio con el Tíbet por la ruta comercial trans-Himalaya. En 1762 y 1763, el Gorkhalis invadió Makwanpur y Dhulikhel respectivamente, rodeando el Valle de Katmandú por el oeste, el sur y el este.
En un intento de causar una hambruna, montó un bloqueo que impedía el paso de todo tipo de grano hacia el valle. Los evasores del bloqueo fueron colgados de los árboles en las carreteras. El asedio prolongado forzó al rey de Katmandú a pedir ayuda a la Compañía Británica de las Indias Orientales. En agosto de 1767, el Capitán George Kinloch dirigió una fuerza británica hacia el valle para rescatar a los habitantes asediados. Alcanzó a llegar a 75km de Katmandú y capturó los fuertes en Sindhuli y Hariharpur, pero fue forzado a retroceder después de que se acabaron y sus tropas se amotinaron. 

## Primera asalto
Los Gorkhalis habían instalado una base en Dahachok, un cerro en el brocal occidental del valle, desde donde montaron sus asaltos sobre Kirtipur. Estaban armados con espadas, arcos y flechas y mosquetes.
Durante el primer asalto en 1757, el ejército Gorkhalí fue vencido. Mientras avanzaban hacia Kirtipur, los Newars salieron a su encuentro bajo las órdenes de Kaji Danuvanta. Las dos fuerzas lucharon en la llanura de Tyangla Phant en el noroeste de Kirtipur. Los Newars defendieron su ciudad ferozmente. El comandante Gorkhalí Kalu Pande fue asesinado, y el rey Gorkhalí apenas escapó con vida hacia los cerros circundantes disfrazado como santo.

## Segundo asalto
Sin tener esperanza alguna de tomar Kirtipur a la fuerza, Shah montó un bloqueo en un esfuerzo para forzar a la población a sumisión por medio del hambre. El embargo fue reforzado al poner a muerte a toda persona encontrada en la carretera con sal o algodón. Sin embargo, los Newars resistieron el bloqueo.
En 1764, Shah ordenó a sus tropas a atacar la ciudad por segunda ocasión. Los Gorkhalis atacaron por la noche bajo las órdenes del hermano de Shah,  Suruparatna (nombre alternativo: Surpratap). El pueblo de Kirtipur venció a los Gorkhalis otra vez, lloviendo piedras sobre los invasores desde las paredes de ciudad. En la lucha, Surpratap fue alcanzado por una flecha en el ojo que lo cegó.

## Tercer asalto
En 1767, el rey de Gorkha envió su ejército para atacar Kirtipur por tercera ocasión bajo las órdenes de Surpratap. En respuesta, los tres reyes de Nepal unieron fuerzas y enviaron sus tropas para ayudar a Kirtipur, pero no lograron mover a los Gorkhalis de sus posiciones. Un noble de Lalitpur llamado Danuvanta desertó al lado de Shah y traicioneramente permitió el paso de los Gorkhalis a la ciudad.
Los habitantes podrían haber continuado la lucha, pero estaban agotados por el asedio prolongado y Shah les prometió una amnistía, por lo que se rindieron. Dos días más tarde, enfurecidos por las pérdidas causadas en su ejército y el daño hecho a su hermano durante la guerra, Shah ordenó matar a los habitantes prominentes de la ciudad, así como cortar las narices y los labios de todos los demás.
La victoria en la Batalla de Kirtipur fue la conclusión de un esfuerzo de dos décadas de Shah para tomar posesión del rico Valle de Katmandú. Después de la caída de Kirtipur, Shah tomó las ciudades de Katmandú y Lalitpur en 1768 y Bhaktapur en 1769, completando así su conquista del valle. Así se estableció la dinastía Shah en Nepal reemplazando a la Dinastía Malla. El dominio Shah llegó a su fin cuándo Nepal se convirtió en una república en 2008.

## La heroína de Kirtipur

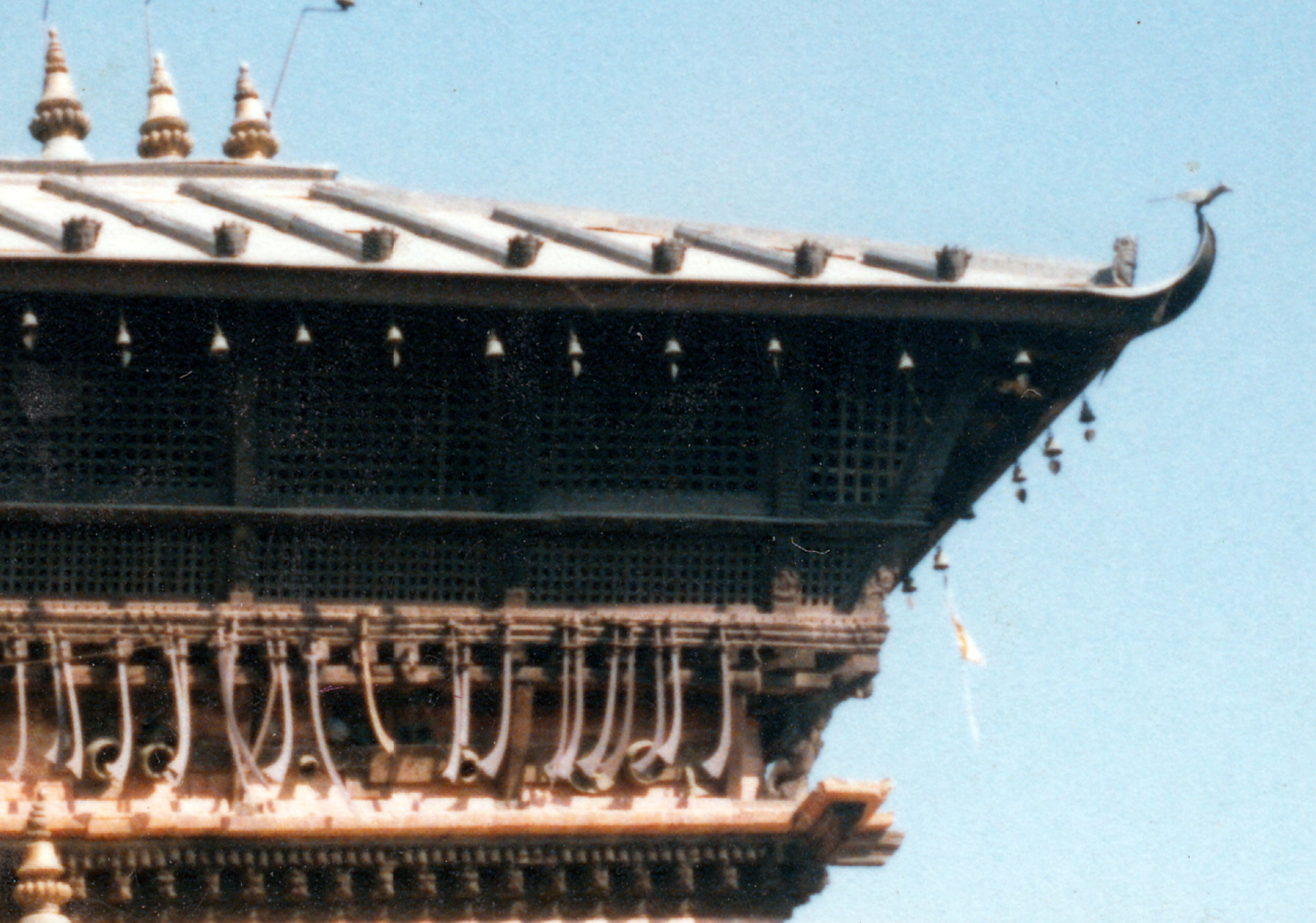
Kirtipur swords en el 2012.

Kirti Laxmi, una mujer Newar de Kirtipur, luchó contra los invasores disfrazada como un hombre llamado Bhairav Singh. Armada con un arco y flechas, se mantuvo en lucha incluso después de que los Gorkhalís habían tomado la ciudad. Inspiró a los habitantes con su valentía para que no se rindieran. Finalmente fue capturada y mantenida en cautividad donde se quitó la vida. Es honrada como la heroína de Kirtipur.
A menudo se considera a Kirti Laxmi como un avatar de la Diosa Santa de los Newars, quién era responsable de salvar el reino de Kirtipur. El nombre Kirtipur está nombrado por Kirti Laxmi.

## En la literatura
- Kirti Laxmi (1997), una novela histórica por Basu Pasa en Nepal Bhasa, basado en la historia real de una mujer llamada Kirti Laxmi quién luchó contra los Gorkhalis disfrazada como hombre. Fue publicada de Katmandú por Thaunkanhe Prakashan.

- Kīrtipurako yuddhamā (En la Batalla de Kirtipur) (1959), una obra teatral por Hridaya Chandra Singh Pradhan en nepalí. Esté publicado de Darjeeling por Śamaśera Rāī, Navayuga Nepālī Pustaka Mandira.

- Kirtipur La Leyenda de Kirtilakshmy (2013), una Película histórica Basada en la novela Bhairab Singh por Basu Pasa en Nepalí, está dirigido por Pradeep Khadgi y Producido Por Prem Khadgi, Birendra Tamrakar y Ananta Kumar Shrestha bajo la supervisión de Focus Pictures Pvt. Ltd. La película muestra cómo el Rey Prithvi Narayan Shah finalmente ganó la batalla de Kirtipur, qué clase de situación era allí en Kirtipur durante el periodo de batalla y quién traicionó a Kirtipures en la tercera batalla. La Película reviles caracteres escondidos de la historia.